# Libertarian Alliance
Libertarian Alliance (LA), en español Alianza Libertaria, se compone de dos grupos de reflexión política libertaria en Gran Bretaña que promueven la libertades civiles en la sociedad, el mercado libre en la economía y el rechazo al Estado. Según los sitios web de ambas organizaciones, "Libertarian Alliance es grupo no partidista, que lucha contra el estatismo en todas sus formas y trabajo para la creación de una sociedad realmente libre."
Entre ellos, han producido más de 800 publicaciones de más de 280 autores. Free Life fue su revista impresa, ahora la mayoría de las publicaciones de LA son basadas en Internet. En 2017 el grupo Libertarian Alliance liderado por Sean Gabb se convirtió en el Ludwig von Mises Center o Mises UK. 

## Historia
La original Libertarian Alliance fue fundada en 1977 por Mark Brady, Judy Englander, David y Chris Steele Ramsay Tame en Woking. Se trataba de una alianza entre libertarios minarquistas y anarquistas (liberales clásicos). LA no tenía relación directa con la Alianza Radical Libertaria (fundada por Mark Brady, Pauline Russell y Chris Tame) a finales de 1971 o con los Young Libertarians de David Myddelton a fines de 1960. Los principios de LA fueron formulados por los miembros fundadores, y escritos por David Ramsay Steele. Mientras el líder de LA no era oficial, sí tenía director, secretario y tesorero. La Alternative Bookshop, formada en 1978, se convirtió en el centro de las actividades no oficiales de LA por un tiempo.
En 1982, una lucha de poder dentro de la organización provocó una división. Desde entonces ha habido dos grupos que se llaman a sí mismos Alianza Libertaria mediante el mismo logotipo y el uso de la frase "Let a Thousand Libertarian Alliances Bloom!". Aunque no siempre fue el caso en el pasado, los dos grupos tienen ahora relaciones de amistad relaciones y una serie de ingleses son libertarios miembros de ambos grupos.

## Actividades actuales
Los actuales presidente y director de LA son los doctores Tim Evans y Sean Gabb respectivamente. Mantiene el sitio Libertarian.Co.Uk y un blog. Esté grupo se convirtió en Ludwig von Mises Center (Mises UK) en 2017, dirigido por Keirt Martland, Mises UK maniene el Libertarian Alliance Archives, que "incluye cerca de 800 panfletos impresos de más de 150 autores".
El otro grupo sostiene Libertarian-Alliance.Org.Uk. Este es miembro de un grupo de presión que se formó en 2005 con el fin de oponerse a una nueva ley destinada a castigar la posesión de "pornografía extrema".